# La voz Senior (programa de televisión español)
La Voz Senior fue un concurso de talentos español basado en el formato The Voice Senior, originado en los Países Bajos y parte de la franquicia internacional The Voice, creada por el productor de televisión neerlandés John de Mol bajo su empresa Talpa Media Holding.
En mayo de 2018, Atresmedia arrebató los derechos del formato a Mediaset, momento en que se decide realizar una versión Senior del programa. Por lo que el programa se emite desde su primera temporada en Antena 3, etapa que dio comienzo el 8 de mayo de 2019 con el fichaje estrella de Eva González como presentadora.

## Historia
El 16 de noviembre de 2018, se anunciaron los coaches de la primera edición de La voz Senior 2019. El formato contó con la presentación de Eva González, y los coaches que formaban a los participantes fueron David Bisbal, Pablo López, Paulina Rubio y Antonio Orozco, quienes fueron asesorados por Tomatito, David Bustamante, Antonio Carmona y José Mercé.
El 13 de noviembre de 2019, se confirma a los 4 coaches de La voz Senior 2020. En esta segunda edición, solamente Antonio Orozco continuó como coach, al que se le unieron David Bustamante, Pastora Soler y Rosana. Los asesores de esta edición fueron Pitingo, David de María, Álex Ubago y Cami.
El 5 de agosto de 2021, Antena 3 confirmó el equipo de coaches para la tercera edición de La voz Senior. Antonio Orozco y David Bustamante repitieron en su tercera y su segunda edición, respectivamente, mientras que Niña Pastori y José Mercé se incorporaron por primera vez al equipo de coaches, tras haber sido asesores en ediciones anteriores de La Voz, La Voz Kids y La voz Senior.

## Mecánica
El formato de La voz Senior fue ideado por John de Mol, creador de Gran Hermano, y se diferencia de otros concursos de talentos de canto porque consiste en elegir entre un grupo de concursantes -con 60 años o superior- a aquellos que destaquen por sus cualidades vocales sin que su imagen influya en la decisión del jurado, integrado por conocidos artistas que posteriormente dirigen su formación académica. El objetivo de este formato es tratar de encontrar la mejor voz de nuestro país.
Se trata de un formato extranjero, producido en diferentes lugares del mundo. La voz Senior cuenta con un jurado de cuatro profesionales, quienes de espaldas a los participantes los escucharán cantar. Cuando a alguno de ellos les guste lo que oyen, el entrenador en cuestión deberá pulsar el botón y su silla se dará la vuelta. Cuando uno o varios coaches se den la vuelta, será el propio concursante quien decida con qué juez quedarse, y el aspirante pasará a la siguiente fase. Finalmente, será el público el que decida el ganador en las galas en directo.
Lo novedoso de este concurso está en la dinámica del programa. A diferencia de otros certámenes de canto, esta versión agregó un ingrediente: los integrantes del jurado, que serán cuatro, permanecen de espaldas en el transcurso de la "audición a ciegas" de los participantes. Así, sólo a partir de la voz, cada juez seleccionará qué participantes quiere para su equipo. De esta forma, el concurso se subdivide en diferentes fases: las audiciones a ciegas, las batallas, el último asalto y, por último, la presentación de galas en directo, con la semifinal y la final.

## Equipo

### Presentadores
| Edición      | 1    | 2    | 3    |
| Año          | 2019 | 2020 | 2022 |
| ------------ | ---- | ---- | ---- |
| Eva González |      |      |      |

### Coaches
| Edición | Edición          | 1      | 2       | 3    |
| Año     | Año              | 2019   | 2020    | 2022 |
| ------- | ---------------- | ------ | ------- | ---- |
|         | David Bisbal     |        |         |      |
|         | Paulina Rubio    |        |         |      |
|         | Pablo López      |        |         |      |
|         | Antonio Orozco   |        |         |      |
|         | David Bustamante | Asesor |         |      |
|         | Pastora Soler    |        |         |      |
|         | Rosana           |        |         |      |
|         | Niña Pastori     |        |         |      |
|         | José Mercé       | Asesor | Rescate |      |

Antiguos Coaches
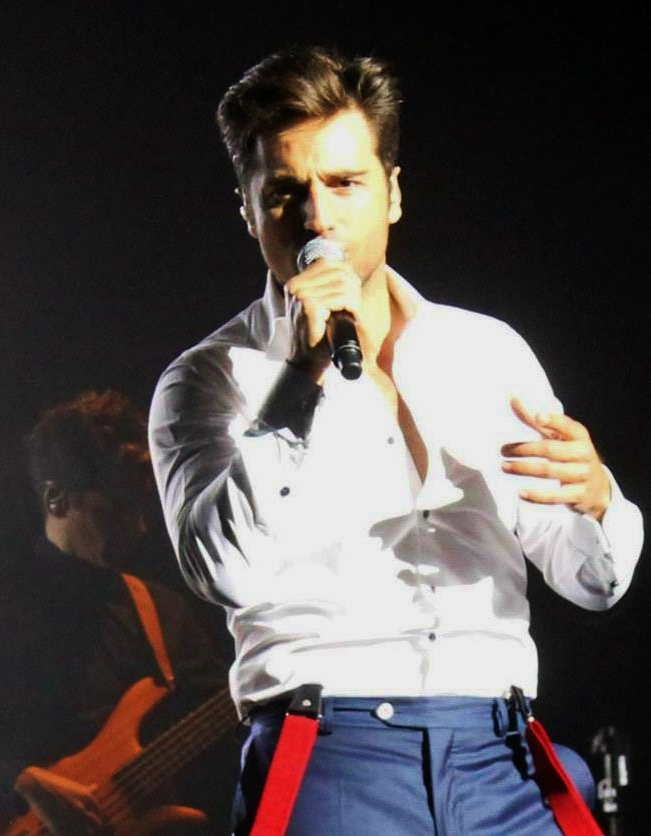
David Bustamante (2020-2022)
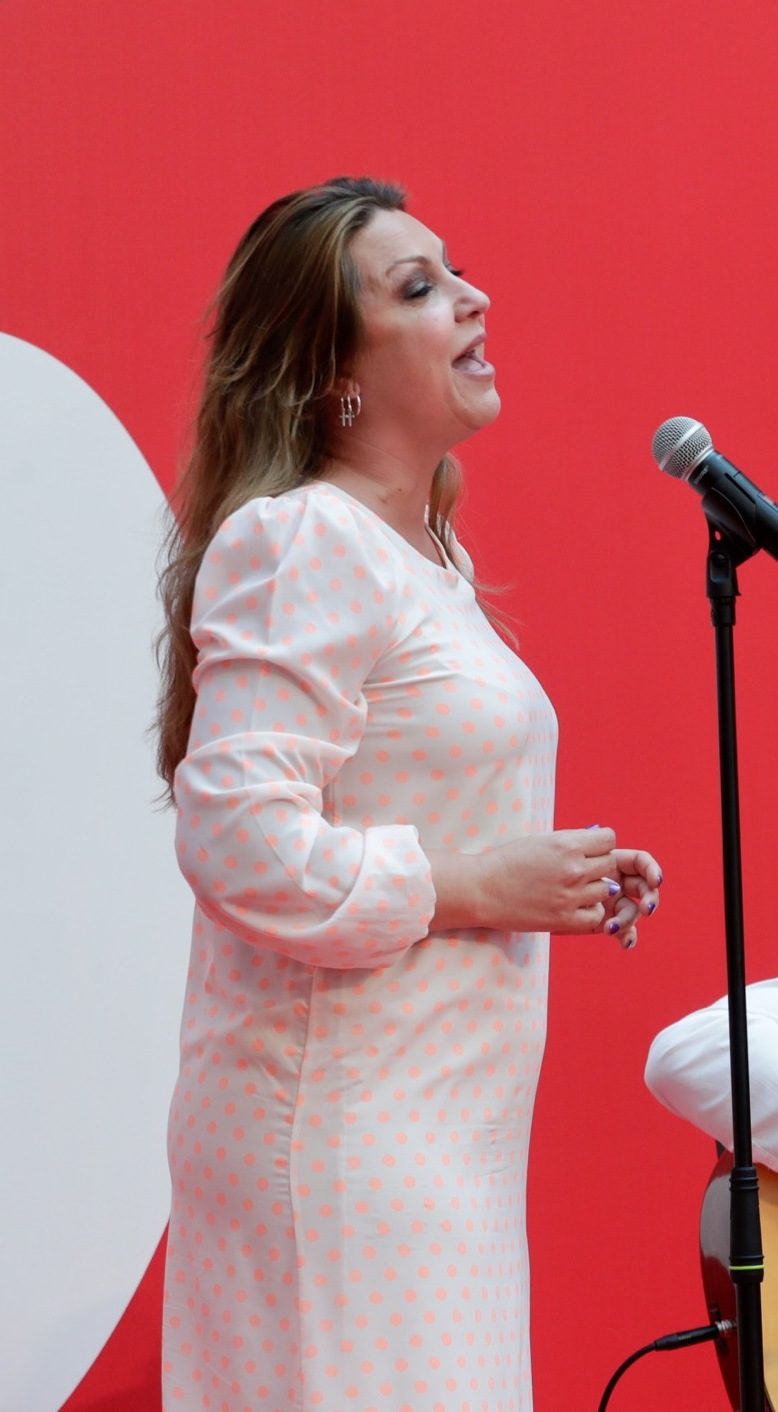
Niña Pastori (2022)
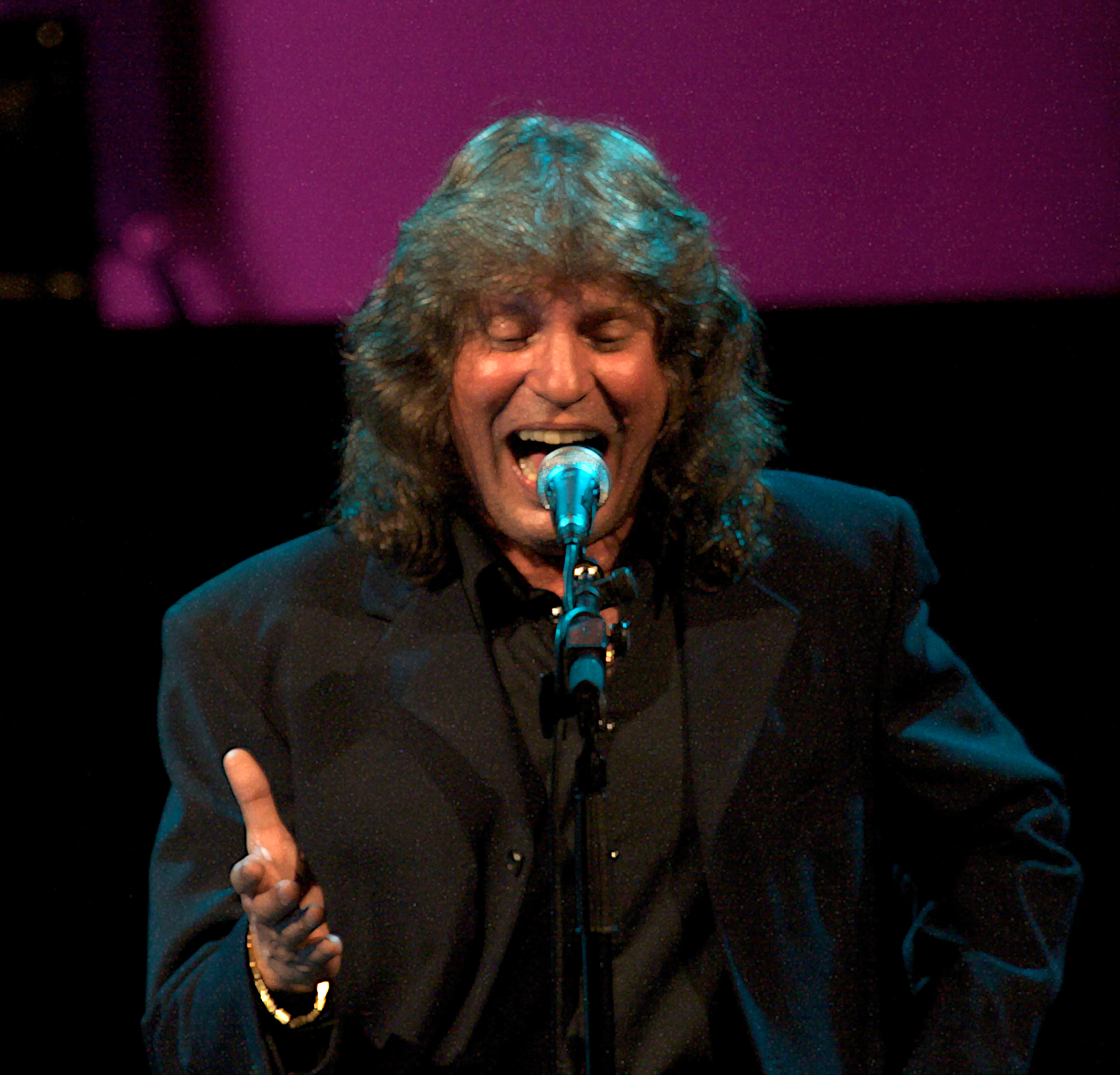
José Mercé (2022)
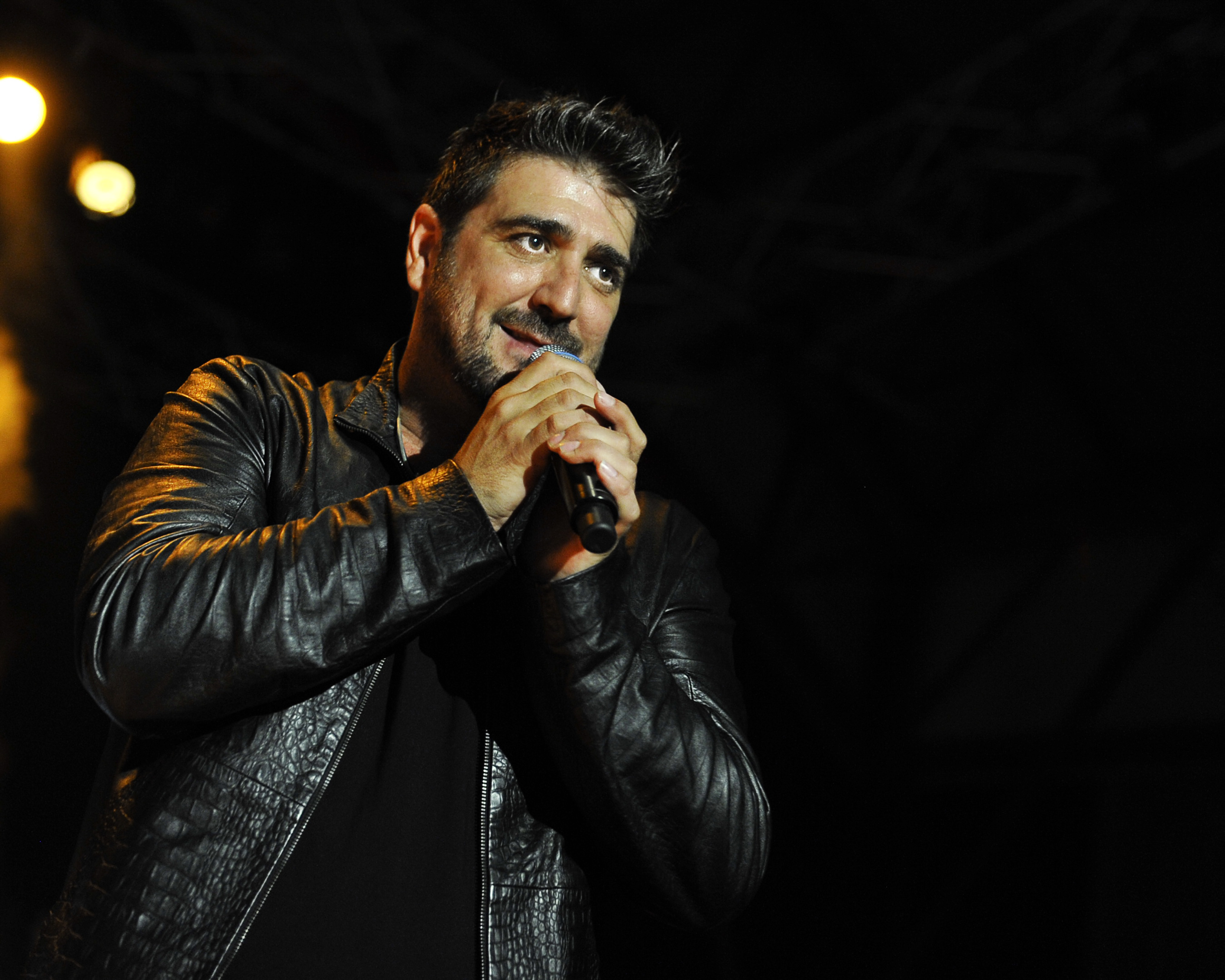
Antonio Orozco (2019-2022)
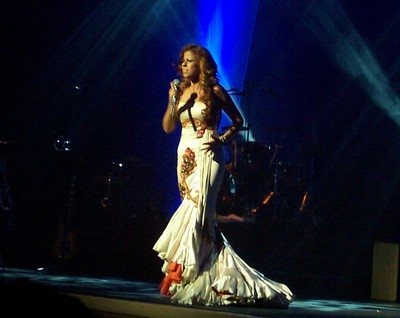
Pastora Soler (2020)
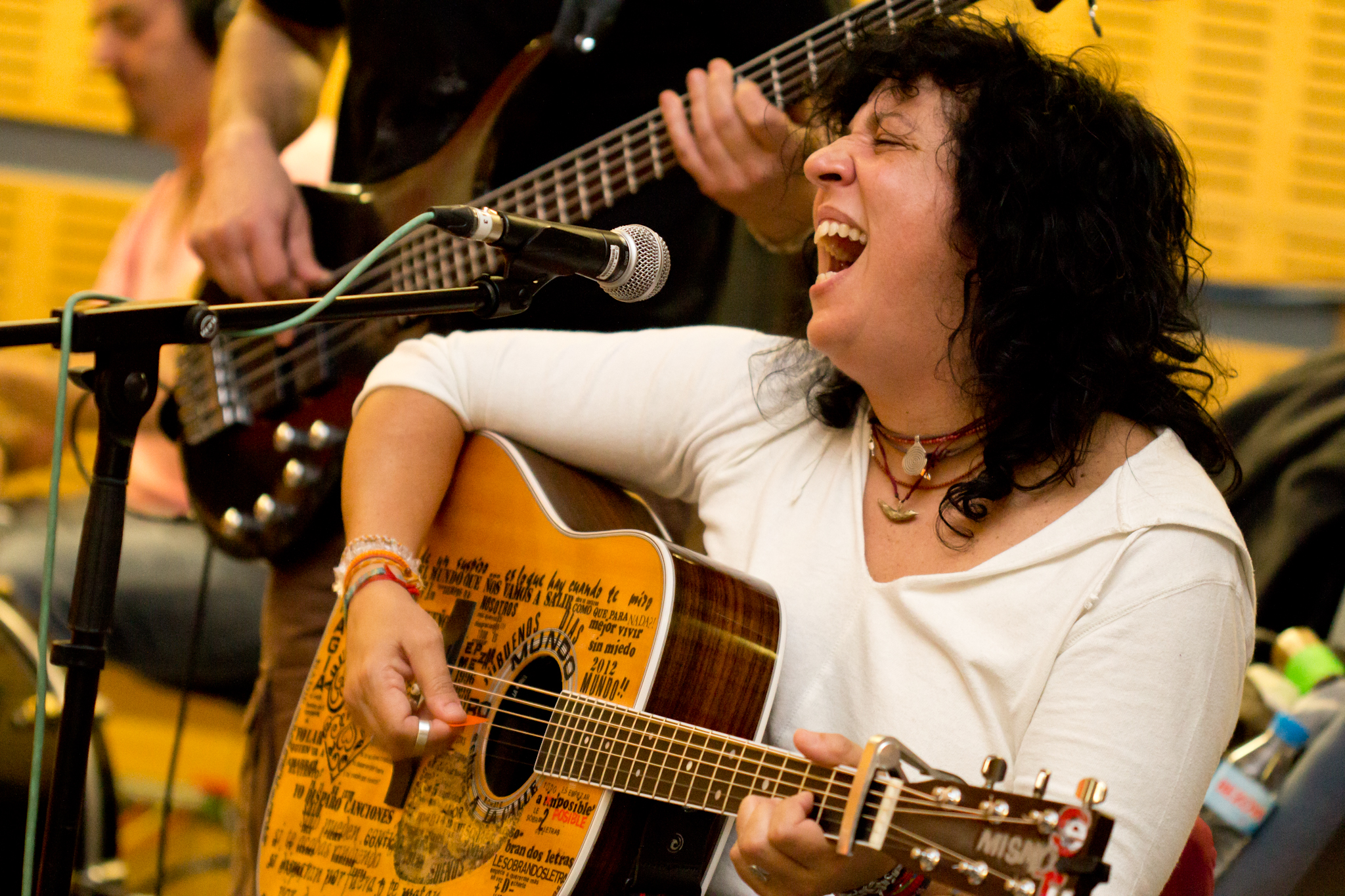
Rosana (2020)
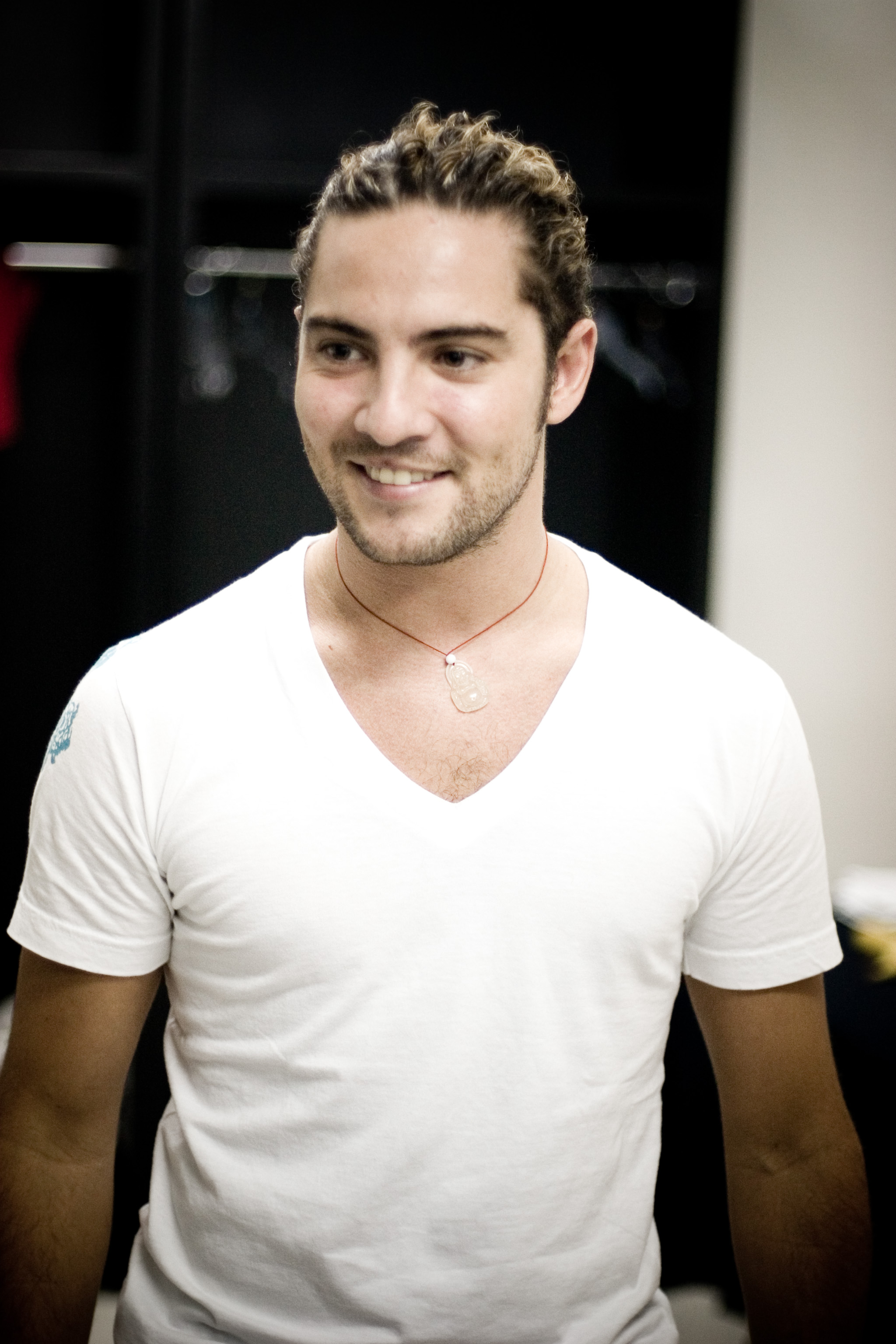
David Bisbal (2019)
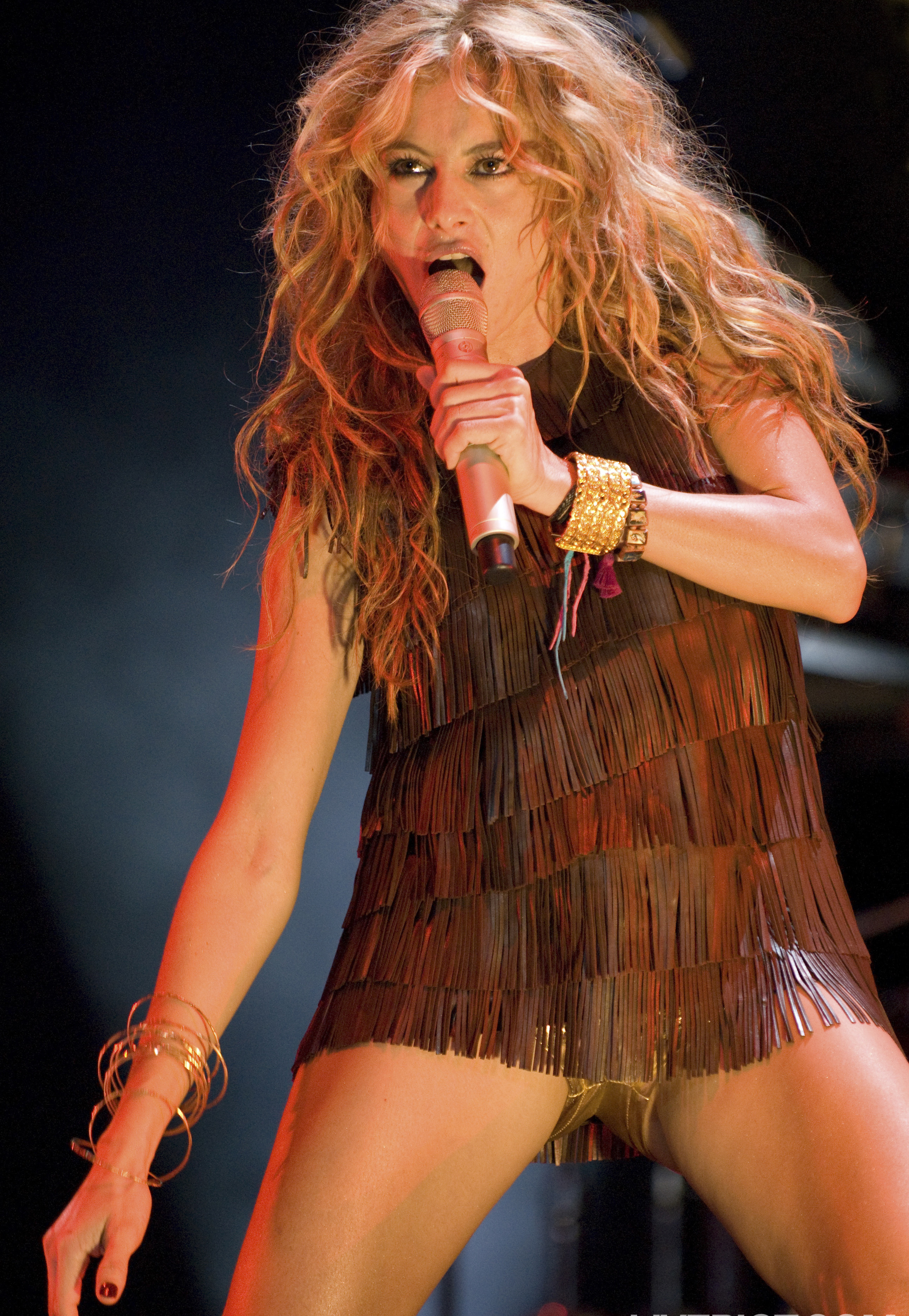
Paulina Rubio (2019)
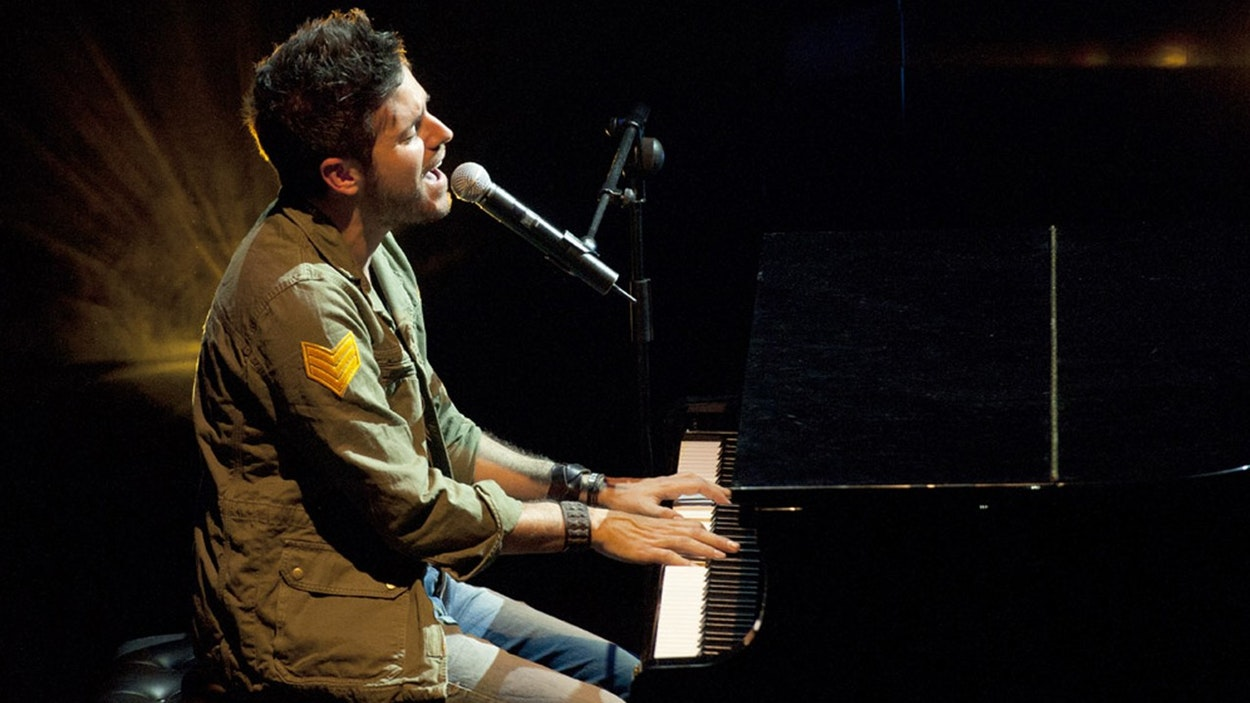
Pablo López (2019)

### Asesores
| 1 | Tomatito Equipo David Bisbal          | Antonio Carmona Equipo Paulina Rubio | David Bustamante Equipo Pablo López | Jose Mercé Equipo Antonio Orozco |
| 2 | Pitingo Equipo David Bustamante       | David DeMaría Equipo Pastora Soler   | Álex Ubago Equipo Rosana            | Cami Equipo Antonio Orozco       |
| 3 | Shaila Dúrcal Equipo David Bustamante | Kiki Morente Equipo Niña Pastori     | Omar Montes Equipo José Mercé       | Tomatito Equipo Antonio Orozco   |

Asesores La Voz Senior 2022
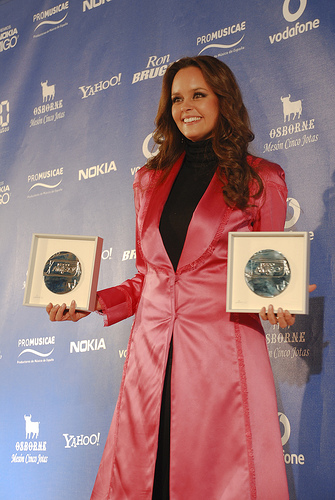
Shaila Dúrcal (2022) Equipo Bustamante
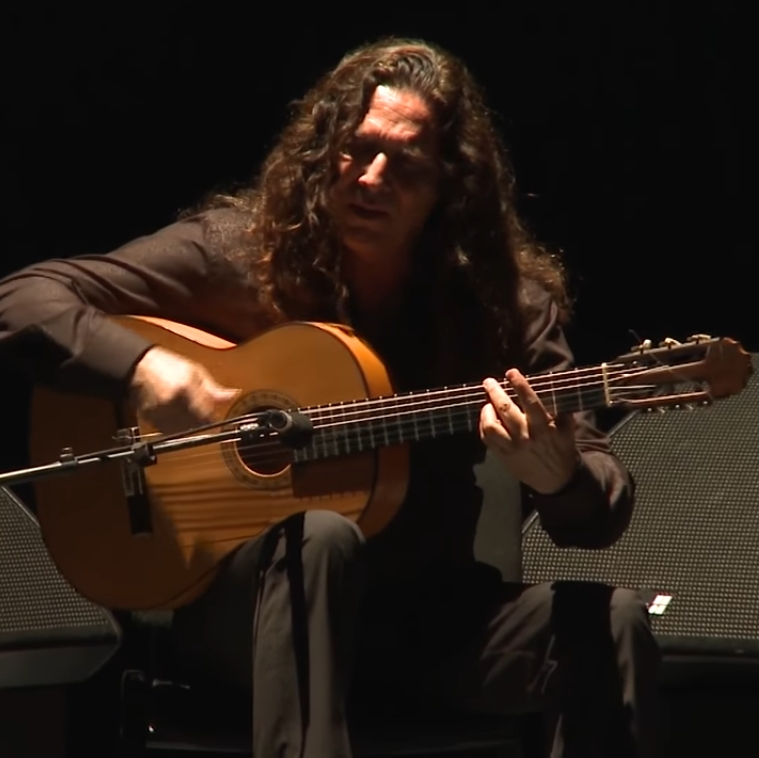
Tomatito (2019, 2022) Equipo Antonio Equipo David

Antiguos Co-Coaches
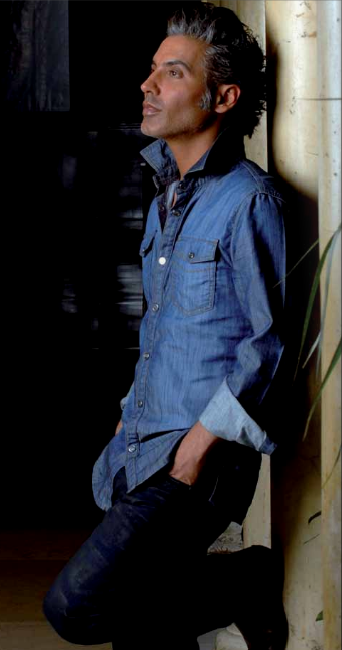
Pitingo (2020) Equipo Bustamante
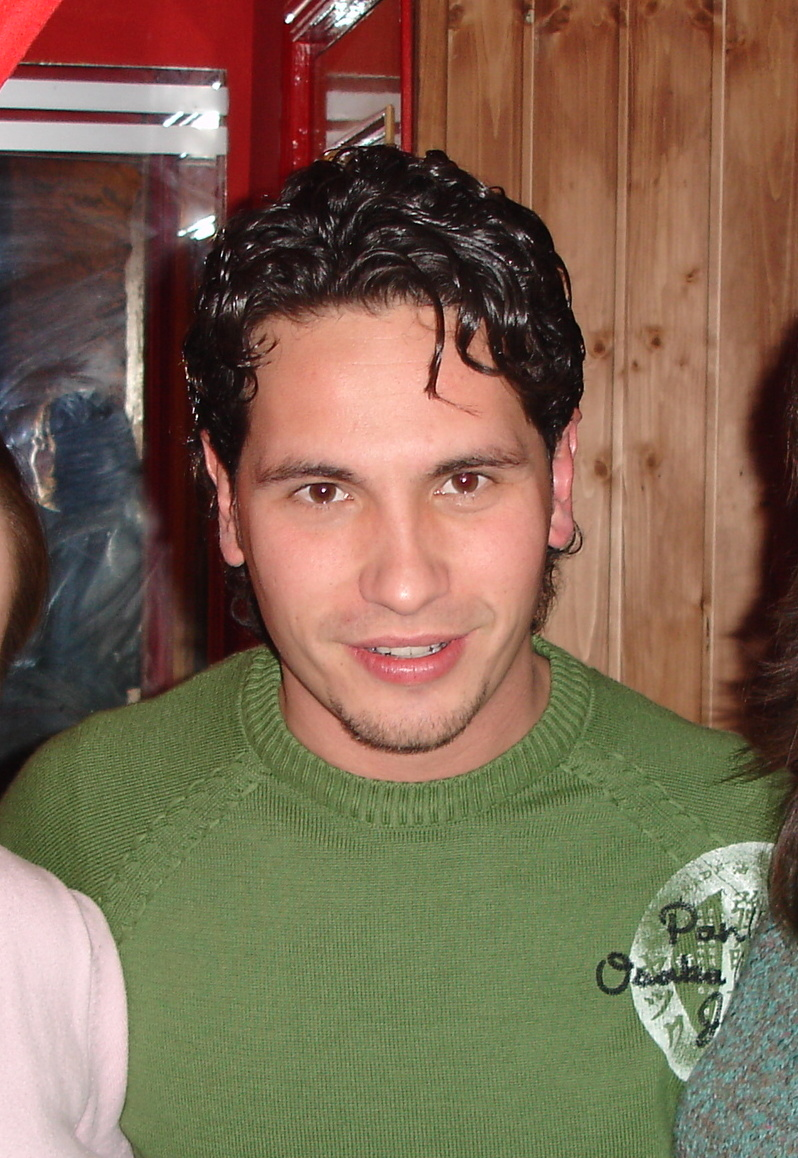
David de María (2020) Equipo Pastora
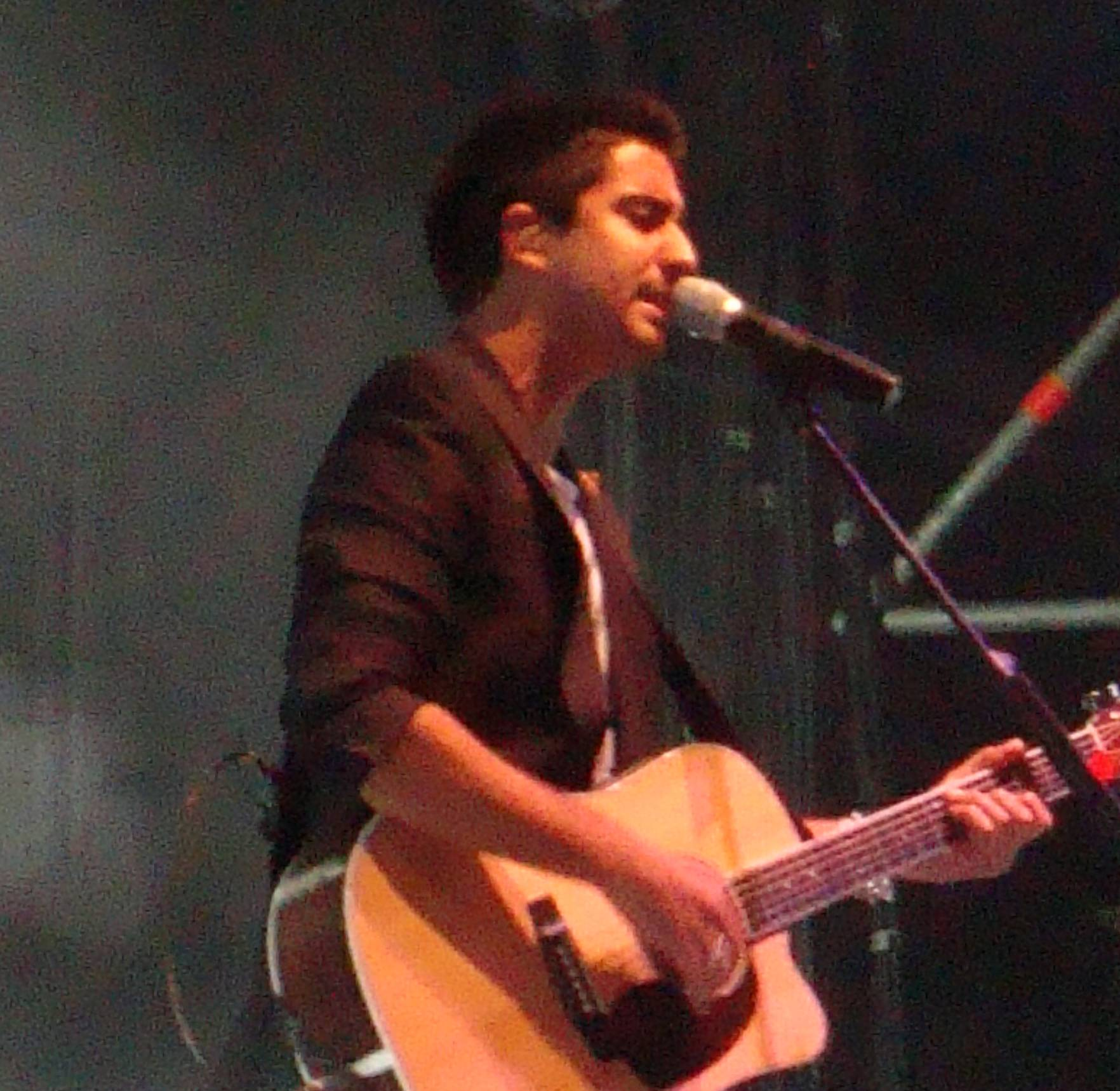
Álex Ubago (2020) Equipo Rosana
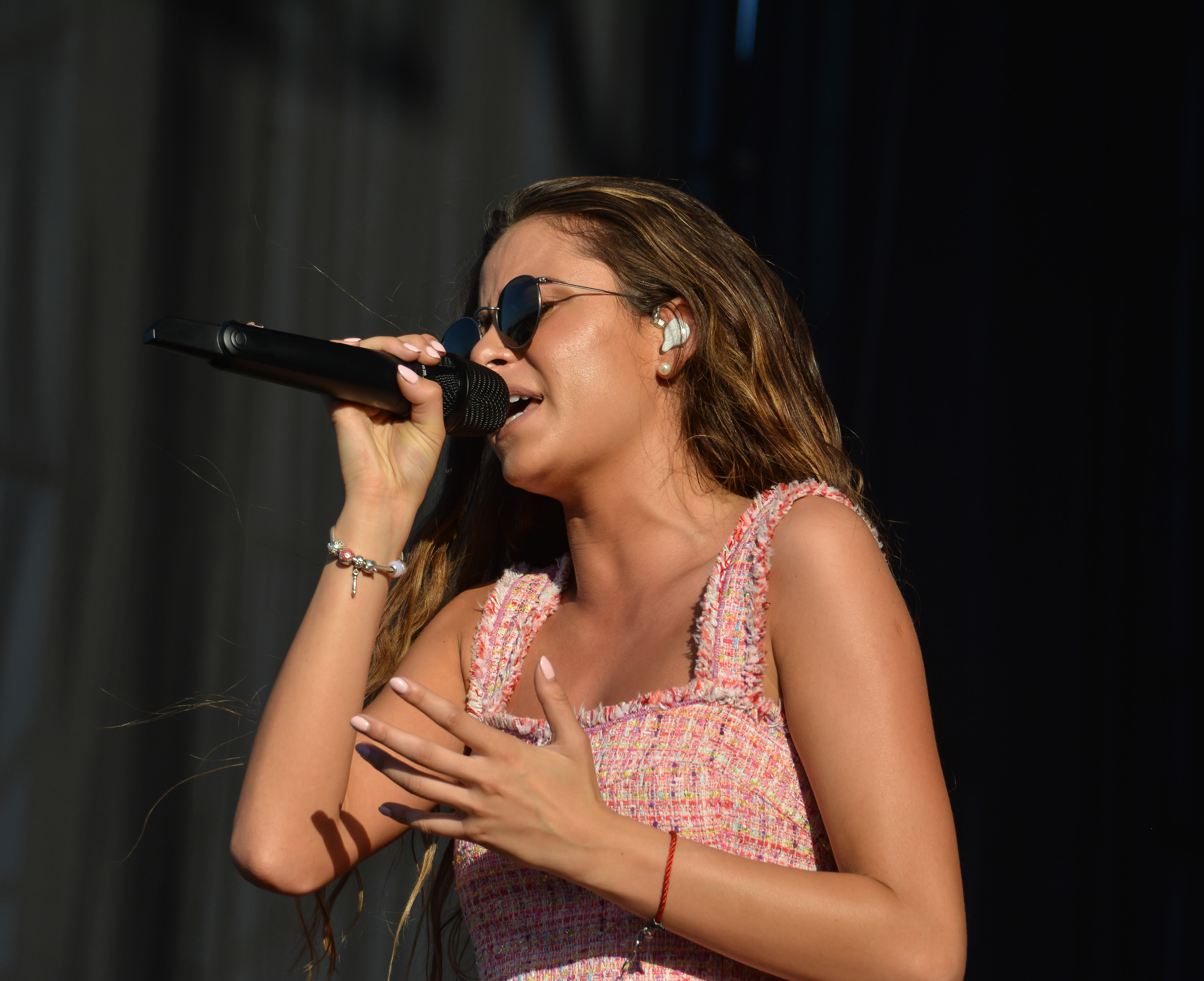
Cami (2020) Equipo Antonio
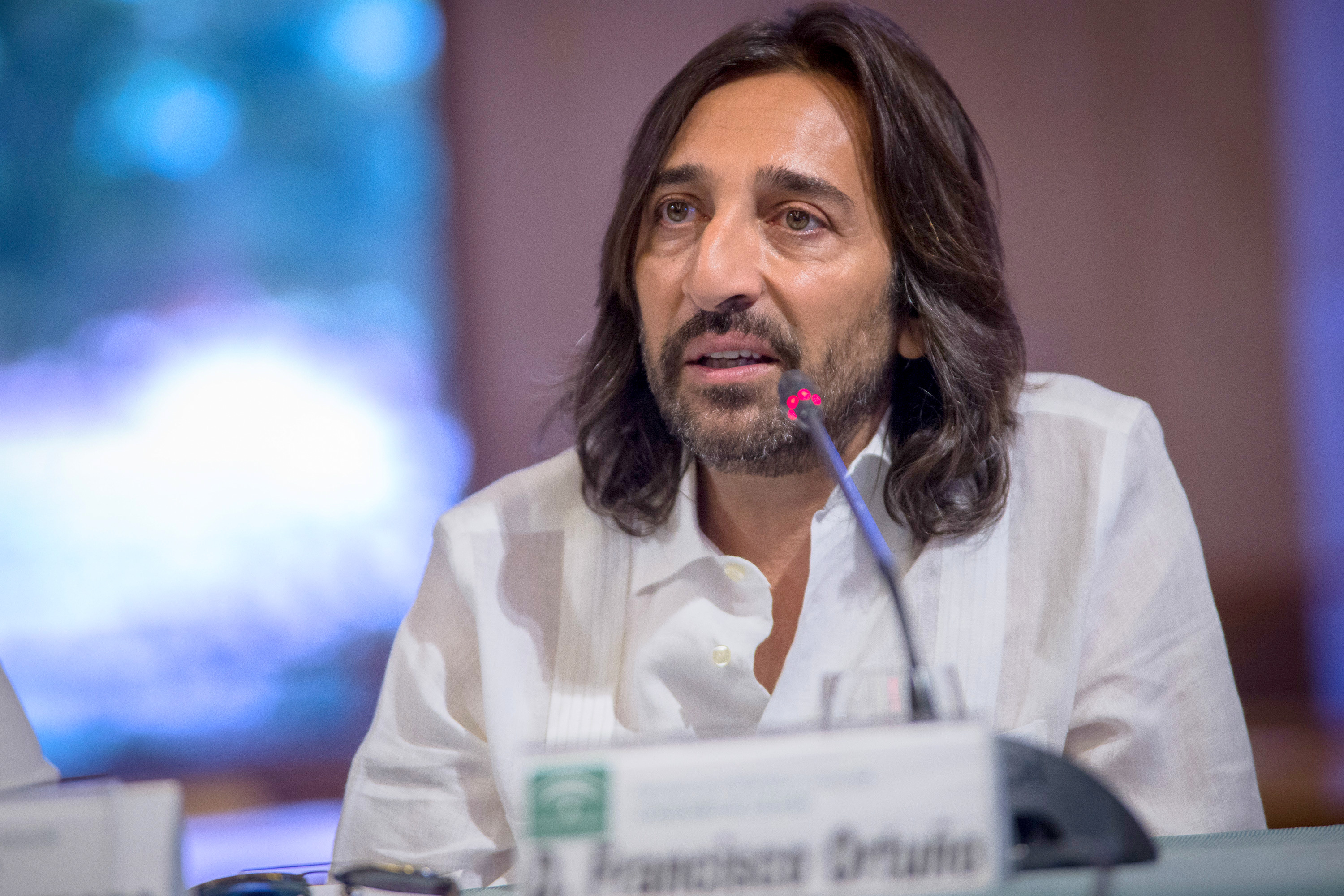
Antonio Carmona (2019) Equipo Paulina
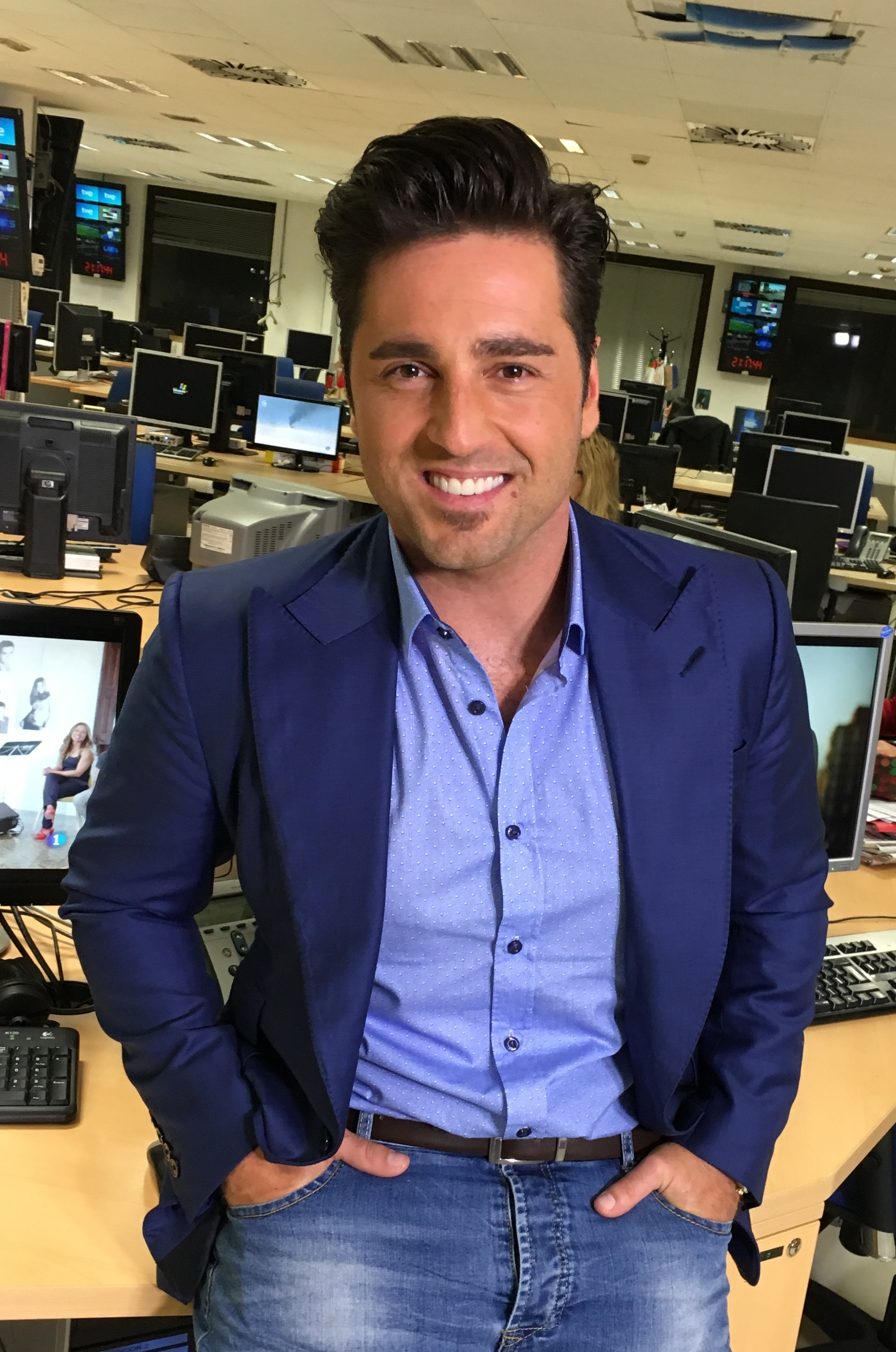
David Bustamante (2019) Equipo Pablo
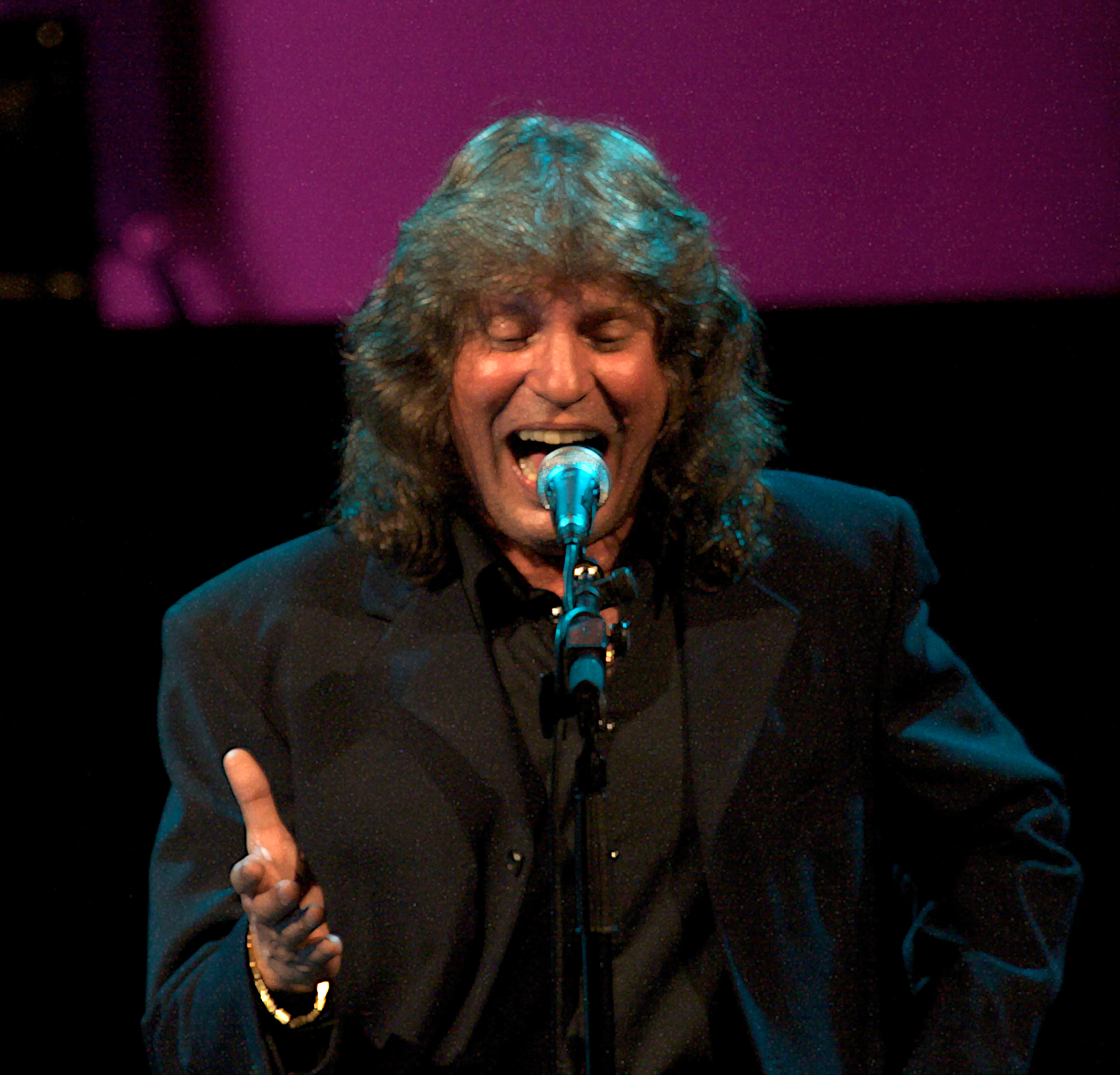
José Mercé (2019) Equipo Antonio

### Equipos (por orden de sillas)
1.er lugar
     2.º lugar
     3.er lugar
     4.º lugar
- Los finalistas de cada equipo están ubicados al principio de la lista, en negrita.
- Los participantes están listados en el orden en el cual fueron siendo eliminados.
- Los participantes están ordenados según la temporada en la cual han participado y el instructor con el que participaron.

| Edición | Coaches                                                                                  | Coaches                                                                        | Coaches                                                                           | Coaches                                                                              |
| 1       | David Bisbal                                                                             | Paulina Rubio                                                                  | Pablo López                                                                       | Antonio Orozco                                                                       |
| ------- | ---------------------------------------------------------------------------------------- | ------------------------------------------------------------------------------ | --------------------------------------------------------------------------------- | ------------------------------------------------------------------------------------ |
| 1       | Ignacio Encinas Blanca Villa Fernando Cejalvo Javier Gallego Ramón Luis Guillem Martínez | Xavi Garriga Ariadna Ceballos Frank Mercader Ricardo Rubén Araya Charles Rolle | Helena Bianco Enriqueta Caballero Giuseppe Izzillo David Jarque José María Guzmán | Juan Mena Marcelo Gómez Rosario Moreno (La Tata) Loli Moreno Julio, Orlando y Silvio |
| 2       | David Bustamante                                                                         | Pastora Soler                                                                  | Rosana                                                                            | Antonio Orozco                                                                       |
| 2       | Naida Abanovich María José Moreno Toni Fuentes Fernando Liben Soledad Luna               | Fernando Demon Jaime Costa Juana Zamora Alfonso Pahino Ritchie Benítez         | Mingo Fernández Los Tres Aries Carlos Yébenex Pepita García Stefano Palatchi      | Nicolás Fioole Emi Bonilla Elia Galán Las Senior Copleras Joaquín Ascón              |
| 3       | David Bustamante                                                                         | Niña Pastori                                                                   | José Mercé                                                                        | Antonio Orozco                                                                       |
| 3       | Gwen Perry Herminia Ruíz Arnat Lina Vargas Gregorio López Julia Murillo                  | John Romero Monste Creus El Trío Medianoche Esperanza Alarcón Carmen Cuartero  | Lluís Navarro Carlitos de Bornos Franky Med Luis Escudero Gloria Fernández        | José Hervin El Dúo Aztlán Peret Reyes Pilarín de España Elisa Burgos                 |

## Resumen
| Temporada | Estreno                 | Final                   | La Voz Senior   | Segundo Lugar  | Otros finalistas | Coach ganador    | Presentador  | Backstage | Coaches          | Coaches       | Coaches       | Coaches        | Coaches    | Cadena |
| Temporada | Estreno                 | Final                   | La Voz Senior   | Segundo Lugar  | Otros finalistas | Coach ganador    | Presentador  | Backstage | 1                | 2             | 3             | 4              | Rescate    | Cadena |
| --------- | ----------------------- | ----------------------- | --------------- | -------------- | ---------------- | ---------------- | ------------ | --------- | ---------------- | ------------- | ------------- | -------------- | ---------- | ------ |
| 1         | 8 de mayo de 2019       | 26 de junio de 2019     | Helena Bianco   | Juan Mena      | Nacho Encinas    | Pablo López      | Eva González | N/A       | David Bisbal     | Paulina Rubio | Pablo López   | Antonio Orozco | N/A        |        |
| 1         | 8 de mayo de 2019       | 26 de junio de 2019     | Helena Bianco   | Juan Mena      | Xavi Garriga     | Pablo López      | Eva González | N/A       | David Bisbal     | Paulina Rubio | Pablo López   | Antonio Orozco | N/A        |        |
| 2         | 10 de diciembre de 2020 | 27 de diciembre de 2020 | Naida Abanovich | Nicolás Fioole | Mingo Fernández  | David Bustamante | Eva González | N/A       | David Bustamante | Pastora Soler | Rosana Arbelo | Antonio Orozco | José Mercé |        |
| 2         | 10 de diciembre de 2020 | 27 de diciembre de 2020 | Naida Abanovich | Nicolás Fioole | Fernando Demon   | David Bustamante | Eva González | N/A       | David Bustamante | Pastora Soler | Rosana Arbelo | Antonio Orozco | José Mercé |        |
| 3         | 8 de enero de 2022      | 29 de enero de 2022     | Gwen Perry      | José Hervín    | Lluís Navarro    | David Bustamante | Eva González | N/A       | David Bustamante | Niña Pastori  | José Mercé    | Antonio Orozco | N/A        |        |
| 3         | 8 de enero de 2022      | 29 de enero de 2022     | Gwen Perry      | José Hervín    | John Romero      | David Bustamante | Eva González | N/A       | David Bustamante | Niña Pastori  | José Mercé    | Antonio Orozco | N/A        |        |

## Formato
La voz Senior es la versión de La voz para mayores de 60 años. Esta cuenta con tres fases diferentes durante la competencia, la cual dura aproximadamente dos meses. El programa es emitido por Antena 3.

### Etapa 1: audiciones a ciegas
Los cuatro coaches estarán de espaldas a cada participante y se guiarán solo por su voz. Si la voz de este gusta a los coaches, apretarán un botón ("Quiero tu voz") que hará girar su silla frente al participante, para finalmente conocerlo e indicar que el participante ha sido seleccionado. Si más de un coach aprieta el botón, el participante tendrá la opción de decidir con cuál de los coaches quiere entrenarse en esta competición, pero si solo un coach pulsa el botón, automáticamente el participante se va a su equipo. Si ninguno de los coaches oprime el botón, significará que el participante queda eliminado.

### Etapa 2: asaltos
Los coaches deberán reducir sus equipos mediante duelos. Cada coach escogerá estratégicamente enfrentamientos de dos o tres participantes y solamente se quedará con uno de los concursantes para avanzar a la siguiente etapa. Al final, cada coach se quedará con dos aspirantes. Para llevar a cabo esta ronda, los coaches contarán con la ayuda de un asesor cada uno.

### Etapa 3: final
Esta última fase del programa engloba dos partes: La semifinal y la final. Los dos participantes restantes de cada equipo deberán demostrar sus habilidades como cantantes. Los concursantes serán guiados por su coach y elegirán la canción que quieren cantar en la fase final. El coach entonces decidirá quién debe competir por la victoria, siendo el otro aspirante eliminado. El ganador o ganadora será elegido por el público.

## Temporadas

### Primera temporada (2019)

#### Coaches
| Nombre         | Edad    | Descripción            | Estilo musical | Asesores         | Edad    |
| -------------- | ------- | ---------------------- | -------------- | ---------------- | ------- |
| Pablo López    | 34 años | Artista consagrado     | Pop español    | David Bustamante | 36 años |
| Antonio Orozco | 45 años | Artista consagrado     | Pop latino     | José Mercé       | 63 años |
| David Bisbal   | 39 años | Estrella internacional | Pop latino     | Tomatito         | 60 años |
| Paulina Rubio  | 47 años | Estrella internacional | Pop latino     | Antonio Carmona  | 60 años |

#### Equipos
|    |                     | Equipo Pablo                                | Equipo Antonio              | Equipo Bisbal       | Equipo Paulina |
| -- | ------------------- | ------------------------------------------- | --------------------------- | ------------------- | -------------- |
|    | 01                  | Helena Bianco                               | Juan Mena                   | Ignacio Encinas     | Xavi Garriga   |
| 02 | Enriqueta Caballero | Marcelo Gómez                               | Blanca Villa                | Adriana Ceballos    |                |
| 03 | Giuseppe Izzillo    | Rosario Moreno                              | Fernando Cejalvo            | Frank Mercader      |                |
| 04 | David Jarque        | Loli Moreno                                 | Javier Gallego              | Ricardo Rubén Araya |                |
| 05 | José María Guzmán   | Julio González Orlando Alonso Silvio Alonso | Ramón Luis Guillem Martínez | Charles Rolle       |                |

     La voz Senior España
     Segundo finalista
     Tercer finalista
     Cuarto finalista
     Concursante eliminado en la semifinal
     Concursante eliminado en la ronda de asaltos

### Segunda temporada (2020)

#### Coaches
| Nombre           | Edad    | Descripción        | Estilo musical | Asesores      | Edad    |
| ---------------- | ------- | ------------------ | -------------- | ------------- | ------- |
| David Bustamante | 38 años | Artista consagrado | Pop latino     | Pitingo       | 40 años |
| Antonio Orozco   | 47 años | Artista consagrado | Pop latino     | Cami          | 24 años |
| Rosana           | 57 años | Artista consagrada | Pop español    | Álex Ubago    | 39 años |
| Pastora Soler    | 42 años | Artista consagrada | Pop español    | David DeMaría | 44 años |

#### Equipos
|    |                   | Equipo Bustamante                                                               | Equipo Antonio                                       | Equipo Rosana   | Equipo Pastora |
| -- | ----------------- | ------------------------------------------------------------------------------- | ---------------------------------------------------- | --------------- | -------------- |
|    | 01                | Naida Abanovich                                                                 | Nicolás Fioole                                       | Mingo Fernández | Fernando Demon |
| 02 | Fernando Liben    | Emi Bonilla                                                                     | José Julio Aguilar Kelo Montesdeoca Salvador Delgado | Juana Zamora    |                |
| 03 | Toni Fuentes      | Elia Galán                                                                      | Carlos Yébenex                                       | Alfonso Pahino  |                |
| 04 | María José Moreno | Fini Trigo Carmen Monclova Águila Ballesteros Mari Gandul Mari Carmen del Valle | Pepita García                                        | Jaime Costa     |                |
| 05 | Soledad Luna      | Joaquín Ascón                                                                   | Stefano Palatchi                                     | Ritchie Benítez |                |
| 06 | Juani Álvarez*    |                                                                                 |                                                      |                 |                |

     La voz Senior España
     Segundo finalista
     Tercer finalista
     Cuarto finalista
     Concursante eliminado en la primera fase de la final
     Concursante eliminado en la semifinal
* Concursante rescatado por José Mercé

### Tercera temporada (2022)

#### Coaches
| Nombre           | Edad    | Descripción        | Estilo musical | Asesores      |         |
| ---------------- | ------- | ------------------ | -------------- | ------------- | ------- |
| David Bustamante | 39 años | Artista consagrado | Pop latino     | Shaila Dúrcal | 42 años |
| Antonio Orozco   | 49 años | Artista consagrado | Pop latino     | Tomatito      | 63 años |
| José Mercé       | 66 años | Artista consagrado | Flamenco       | Omar Montes   | 33 años |
| Niña Pastori     | 43 años | Artista consagrada | Flamenco       | Kiki Morente  | 31 años |

#### Equipos
|    |                | Equipo Bustamante  | Equipo Antonio     | Equipo Mercé                                      | Equipo Pastori |
| -- | -------------- | ------------------ | ------------------ | ------------------------------------------------- | -------------- |
|    | 01             | Gwen Perry         | José Hervin        | Lluís Navarro Bou                                 | John Romero    |
| 02 | Herminia Ruiz  | Miguel Ángel Ramón | Carlitos de Bornos | Montse Creus                                      |                |
| 03 | Lina Vargas    | Peret Reyes        | Franky Med         | Jesús Mari Bastida Pedro Bartra Bernardo Aguilera |                |
| 04 | Gregorio López | Pilarín de España  | Luis Escudero      | Esperanza Alarcón                                 |                |
| 05 | Julia Murillo  | Elisa Burgos       | Gloria Fernández   | Carmen Cuartero                                   |                |

     La voz Senior España
     Segundo finalista
     Tercer finalista
     Cuarto finalista
     Concursante eliminado en la primera fase de la final
     Concursante eliminado en la semifinal

## Recepción
| N.º | N.º | Características del programa      | Fecha de emisión    |                   |
| N.º | N.º | Características del programa      | Fecha de emisión    | Audiencia         |
| --- | --- | --------------------------------- | ------------------- | ----------------- |
|     | 1   | Primera fase: Audición a ciegas 1 | 8 de enero de 2022  | 1 520 000 (11,7%) |
|     | 2   | Primera fase: Audición a ciegas 2 | 15 de enero de 2022 | 1 636 000 (12,3%) |
|     | 3   | Segunda fase: La Semifinal        | 22 de enero de 2022 | 1 462 000 (12,9%) |
|     | 4   | Tercera fase: La Final            | 29 de enero de 2022 | 1 389 000 (10,8%) |

     Programa líder en su franja horaria (prime time y late night) y programa (no informativo) más visto del día.

## Palmarés

### Concursantes
| Edición                   | Fecha | Ganador         | Subcampeón     | Tercero           | Cuarto         |
| ------------------------- | ----- | --------------- | -------------- | ----------------- | -------------- |
| [ LVS 1 ] La voz Senior 1 | 2019  | Helena Bianco   | Juan Mena      | Ignacio Encinas   | Xavi Garriga   |
| [ LVS 2 ] La voz Senior 2 | 2020  | Naida Abanovich | Nicolás Fioole | Mingo Fernández   | Fernando Demon |
| [ LVS 3 ] La voz Senior 3 | 2022  | Gwen Perry      | José Hervin    | Lluís Navarro Bou | John Romero    |

### Coaches
| Edición                   | Fecha | Ganador          | Subcampeón     | Tercero      | Cuarto        |
| ------------------------- | ----- | ---------------- | -------------- | ------------ | ------------- |
| [ LVS 1 ] La voz Senior 1 | 2019  | Pablo López      | Antonio Orozco | David Bisbal | Paulina Rubio |
| [ LVS 2 ] La voz Senior 2 | 2020  | David Bustamante | Antonio Orozco | Rosana       | Pastora Soler |
| [ LVS 3 ] La voz Senior 3 | 2022  | David Bustamante | Antonio Orozco | José Mercé   | Niña Pastori  |

## Audiencias
| Edición                   | Fecha | Cadena   | Espectadores | Cuota de pantalla | Gran final        |
| ------------------------- | ----- | -------- | ------------ | ----------------- | ----------------- |
| [ LVS 1 ] La voz Senior 1 | 2019  | Antena 3 | 1 998 000    | 14,6%             | 1 775 000 (13,7%) |
| [ LVS 2 ] La voz Senior 2 | 2020  | Antena 3 | 1 605 000    | 13,4%             | 1 515 000 (12,2%) |
| [ LVS 3 ] La voz Senior 3 | 2022  | Antena 3 | 1 502 000    | 11,9%             | 1 389 000 (10,8%) |